# Mancha solar
Manchas solares são fenômenos temporários na fotosfera do Sol, que aparecem como manchas mais escuras do que as áreas circundantes. Elas são regiões de temperatura superficial reduzida, causadas por concentrações de fluxo de campo magnético que inibem a convecção. Manchas solares geralmente aparecem em pares de polaridade magnética invertida. O seu número varia de acordo com o ciclo solar de aproximadamente 11 anos.
Manchas individuais ou grupos de manchas podem durar entre alguns dias e alguns meses, mas acabam se dissipando. As manchas solares se expandem e contraem à medida que se movem pela superfície do Sol, com diâmetros variando de 16 km a 160 000 km. As variedades maiores são visíveis da Terra sem o auxílio de telescópios. Quando surgem, elas podem viajar a velocidades de algumas centenas de metros por segundo.
Indicando atividade magnética intensa, as manchas solares acompanham fenômenos secundários como anéis coronais, proeminências e eventos de reconexão magnética. A maioria das erupções solares e ejeções de massa coronal se originam em regiões magneticamente ativas ao redor de agrupamentos de manchas solares visíveis. Fenômenos similares observados indiretamente em outras estrelas costumam ser chamados de manchas estelares, e tanto manchas claras quanto escuras já foram medidas.

## Física
Embora estejam a temperaturas em torno de 3 000-4 500 K, o contraste com o material circundante, a cerca de 5 780 K, deixa as manchas solares claramente visíveis como manchas escuras. Isto ocorre porque a luminância (que é essencialmente o brilho em luz visível) de um corpo negro aquecido a essas temperaturas varia extremamente com a temperatura – consideravelmente mais (temperatura à quarta potência) do que a variação da radiação de corpo negro em todos os comprimentos de onda (ver lei de Stefan-Boltzmann). Isolada da fotosfera circundante, uma mancha solar seria mais brilhante que a Lua.
As manchas solares possuem duas partes: a umbra central, que é a parte mais escura, onde o campo magnético é aproximadamente vertical (normal à superfície do Sol), e a penumbra circundante, que é mais clara, onde o campo magnético é mais inclinado.

### Ciclo de vida
Qualquer aparição de mancha solar pode durar de alguns dias a alguns meses, embora grupos de manchas e suas regiões ativas tendam a durar semanas ou meses; entretanto, todas acabam por se dissipar e desaparecer. As manchas solares se expandem e contraem à medida que se movem pela superfície do Sol, com diâmetros variando de 16 km a 160 000 km.
Embora os detalhes da geração de manchas solares ainda sejam assunto de pesquisas, parece que as mesmas são as contrapartidas visíveis de tubos de fluxo magnético na zona de convecção do Sol, que ficam “enrolados” pela rotação diferencial. Se a tensão nos tubos atinge um certo limite, eles se torcem e perfuram a superfície do Sol. A convecção é inibida nos pontos de perfuração; o fluxo de energia proveniente do interior do Sol diminui e, portanto, também a temperatura superficial.
O efeito Wilson implica que manchas solares são depressões na superfície do Sol. Observações utilizando o efeito Zeeman mostram que manchas prototípicas chegam em pares com polaridades magnéticas opostas. De ciclo para ciclo, as polaridades das manchas mudam de norte-sul para sul-norte e de volta. As manchas solares aparecem em grupos.
A pressão magnética deveria tender a remover concentrações de campos, fazendo com que as manchas se dispersassem, mas os tempos de vida de manchas solares são medidos em dias a semanas. Em 2001, observações do Solar and Heliospheric Observatory (SOHO), usando ondas sonoras viajando abaixo da fotosfera (heliosismologia local), foram utilizadas para desenvolver uma imagem tridimensional da estrutura interna abaixo das manchas; essas observações mostram que uma inversão poderosa abaixo de cada mancha forma um vórtice rotativo, que mantém o campo magnético concentrado.

### Ciclo solar

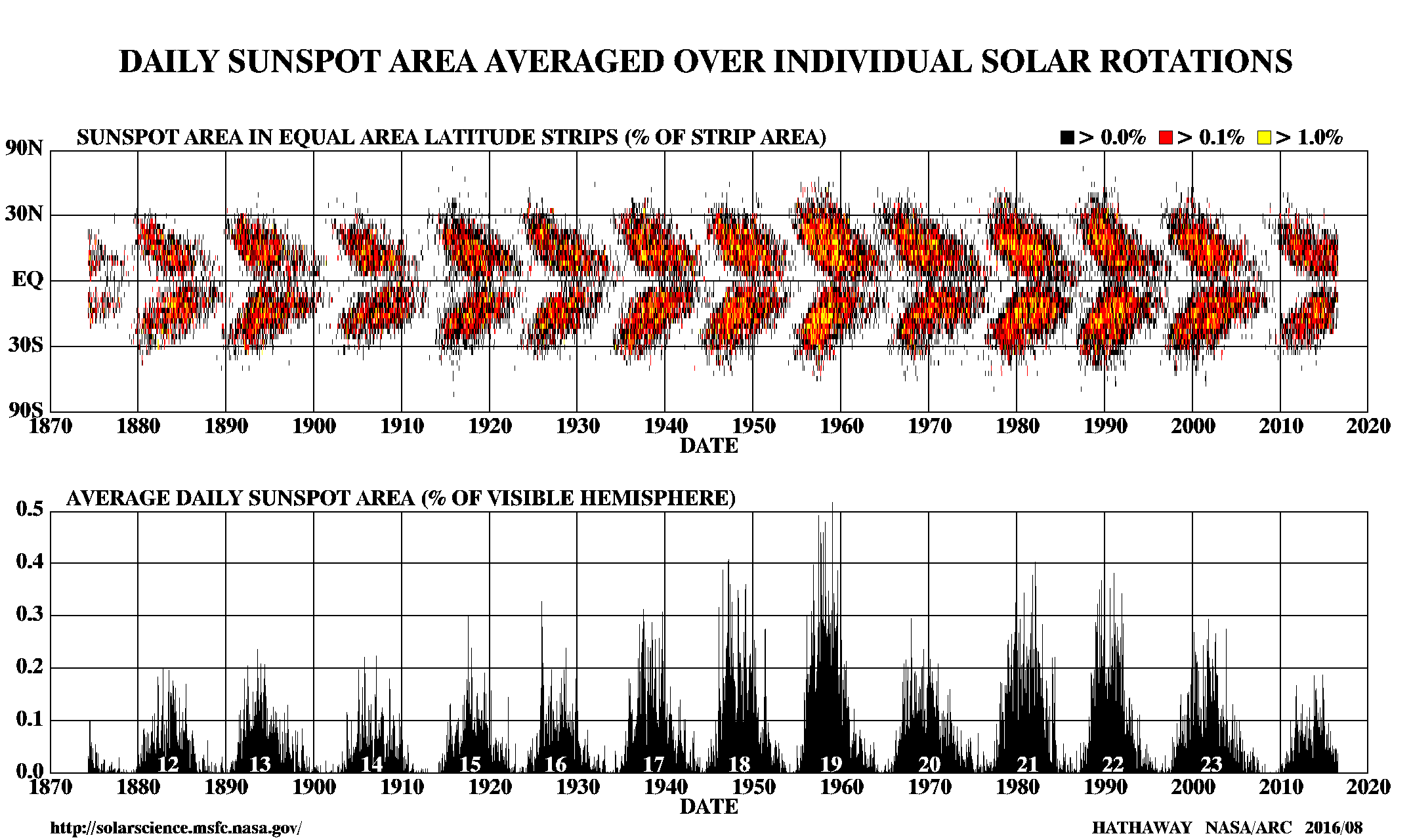
Diagrama tipo borboleta mostrando comportamento de pares, conforme a lei de Spörer.

Os ciclos de atividade de manchas solares ocorrem aproximadamente a cada onze anos, com alguma variação de duração. Durante o ciclo solar, as populações de manchas crescem rapidamente e depois caem mais lentamente. O ponto de maior atividade de manchas solares durante um ciclo é conhecido como máximo solar, e o ponto de menor atividade como mínimo solar. Esta periodicidade também é observada na maioria das outras atividades solares e está ligada a uma variação no campo magnético solar, que muda a polaridade com esta periodicidade.
No início do ciclo, as manchas aparecem em latitudes maiores e depois se movem em direção ao equador, à medida que o ciclo se aproxima do máximo, seguindo a lei de Spörer. As manchas de dois ciclos adjacentes podem coexistir por algum tempo. Manchas de ciclos adjacentes podem ser distinguidas pela direção do seu campo magnético.
O número de Wolf de manchas solares conta o número de manchas e grupos de manchas durante intervalos específicos. Os ciclos solares de onze anos são numerados sequencialmente, iniciando-se com as observações feitas nos anos 1750.
George Ellery Hale ligou pela primeira vez campos magnéticos e manchas solares em 1908. Hale sugeriu que o período de manchas solares era de 22 anos, cobrindo dois períodos de números de manchas aumentados e reduzidos, acompanhados por reversões polares do campo magnético dipolar do Sol. Horace W. Babcock mais tarde propôs um modelo qualitativo para a dinâmica das camadas solares externas. O Modelo de Babcock explica que os campos magnéticos provocam o comportamento descrito pela lei de Spörer, bem como outros efeitos, que são torcidos pela rotação do Sol.

## Tendências para períodos maiores
O número de manchas solares também muda ao longo de períodos longos. Por exemplo, de 1900 à década de 1960, a tendência da contagem de manchas nos máximos solares era crescente; nas décadas seguintes, ela diminuiu. Entretanto, o Sol se manteve tão ativo quanto neste período ao longo dos últimos 8 000 anos.
O número de manchas solares está correlacionado com a intensidade da radiação solar ao longo do período desde 1979, quando as medições por satélites ficaram disponíveis. A variação causada pelo ciclo de manchas solares nas emissões do Sol é relativamente pequena, da ordem de 0,1% da constante solar (uma diferença entre pico e vale de 1,3 W·m−2 , comparada com 1 366 W·m−2 para a constante solar média).

## Observação moderna

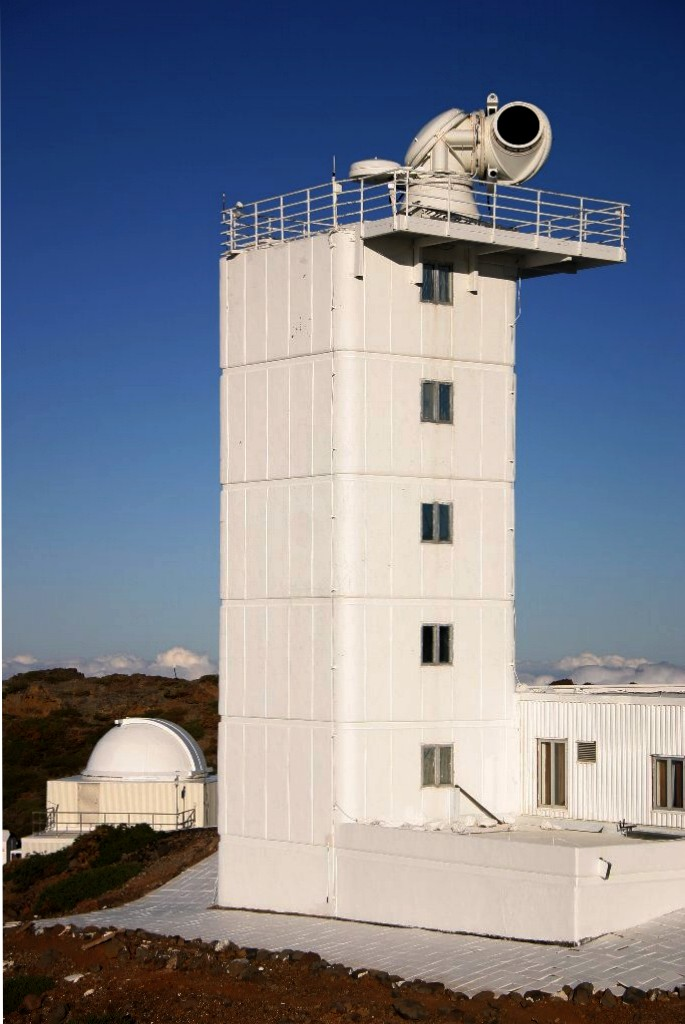
O telescópio solar sueco 1-m no Observatório do Roque de los Muchachos.

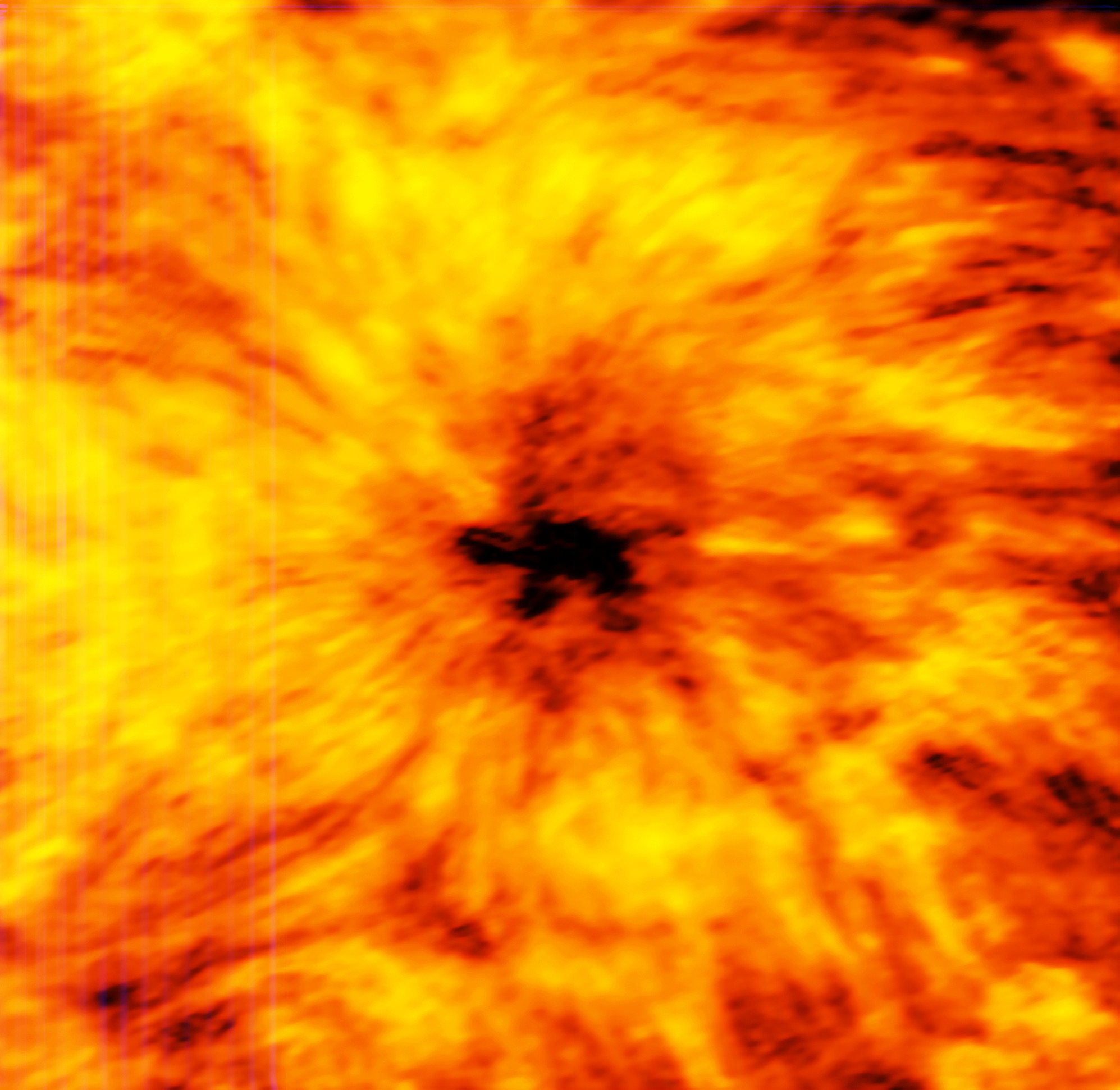
O ALMA observa uma mancha solar gigante em comprimento de onda de 1,25 mm.

As manchas solares são observadas com telescópios solares em Terra e em órbita. Esses telescópios utilizam técnicas de filtragem e projeção para a observação direta, além de vários tipos de câmeras com filtros. Ferramentas especializadas como espectroscópios e espectroelioscópios são usadas para examinar as manchas e as áreas das manchas. Eclipses artificiais permitem visualizar a circunferência do Sol à medida que as manchas giram através do horizonte.
Como olhar diretamente para o Sol a olho nu danifica permanentemente a visão humana, a observação de manchas solares por amadores é geralmente realizada usando imagens projetadas, ou diretamente através de filtros protetores. Pequenas seções de vidro filtrante muito escuro, como vidro para soldador número 14, são efetivas. Uma lente ocular de telescópio pode projetar a imagem, sem filtração, em uma tela branca, onde ela pode ser vista indiretamente, e até rastreada para seguir a evolução da mancha. Filtros passa-faixa H-alfa estreitos para usos especiais e filtros de atenuação de vidro revestido com alumínio (que têm a aparência de espelhos devido a sua densidade óptica extremamente alta) na frente de um telescópio permitem uma observação segura através da ocular.

## Causas
Os pesquisadores propuseram um modelo de movimento do plasma para explicar o ciclo de manchas solares de 11 anos e várias outras propriedades misteriosas do Sol. O modelo deles demonstra que uma leve camada abaixo da superfície do Sol é fundamental para muitos destaques que vemos da Terra, como manchas solares, inversões magnéticas e fluxo solar. Uma fina camada de fluxo magnético e plasma, ou elétrons flutuantes, se move em velocidades diferentes em uma parte diferente do Sol. A cada 11 anos, o Sol cresce essa camada até que ela seja grande demais para ser estável e depois se desprende. Sua partida expõe a camada inferior do plasma se movendo na direção oposta com um campo magnético invertido.

## Aplicação
Devido a sua ligação com outros tipos de atividade solar, a ocorrência de manchas solares pode ser usada para ajudar a predizer o clima espacial, o estado da ionosfera e, portanto, as condições de propagação de ondas curtas de rádio ou as comunicações por satélite. A atividade solar (e o ciclo solar) foi implicada no aquecimento global, originalmente o papel do Mínimo de Maunder de ocorrência de manchas solares na Pequena Idade do Gelo no clima europeu de inverno. As próprias manchas solares, em termos da magnitude da redução da energia radiante, têm um efeito direto pequeno no clima terrestre. Em escalas mais longas de tempo, tais como o ciclo solar, outros fenômenos magnéticos (fáculas e a rede cromosférica) se correlacionam com a ocorrência de manchas.

## Manchas estelares
Em 1947, G. E. Kron propôs que manchas estelares eram a causa das mudanças periódicas no brilho de anãs vermelhas. Desde meados da década de 1990, observações de manchas estelares vêm sendo feitas utilizando técnicas cada vez mais poderosas, permitindo mais e mais detalhes: a fotometria mostrou o crescimento e dissipação de manchas e mostrou comportamento cíclico similar ao do Sol; a espectroscopia examinou a estrutura de regiões de manchas estelares, analisando variações na divisão de raias espectrais devido ao efeito Zeeman; imagens Doppler mostraram rotação diferencial de manchas para diversas estrelas e distribuições diferentes da do Sol; a análise de raias espectrais mediu a diferença de temperatura entre manchas e a superfície estelar. Por exemplo, em 1999, Strassmeier registrou a maior mancha estelar fria jamais vista, girando na estrela gigante K0 XX Triangulum (HD 12545), com temperatura de 3 500 K, juntamente com uma mancha quente de 4 800 K.

## Galeria

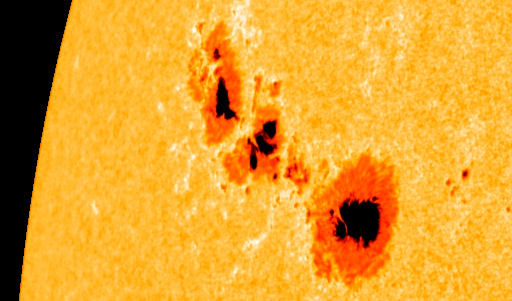
Manchas solares, setembro de 2011.
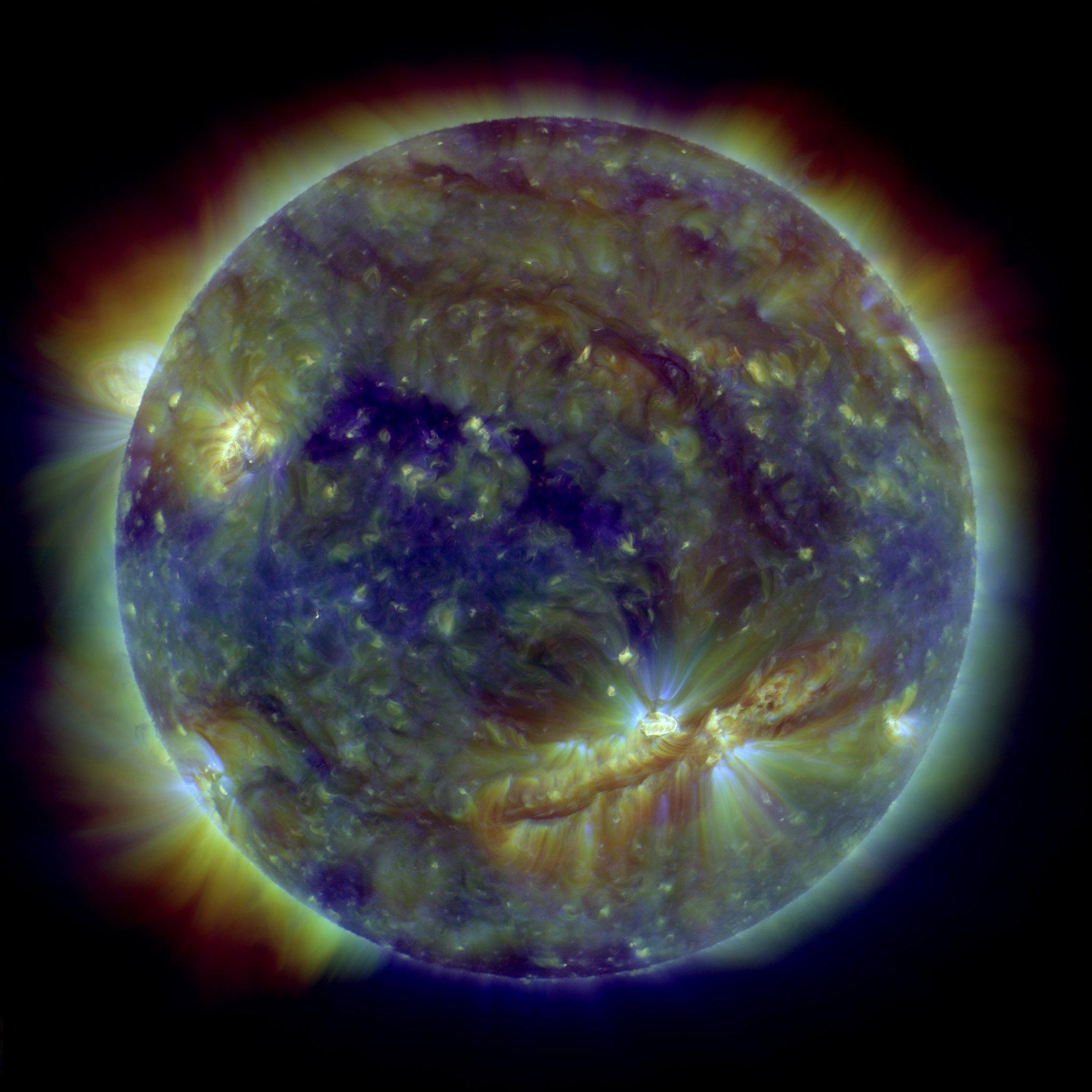
Uma vista da estrutura coronal sobre uma mancha solar diferente, vista em outubro de 2010.
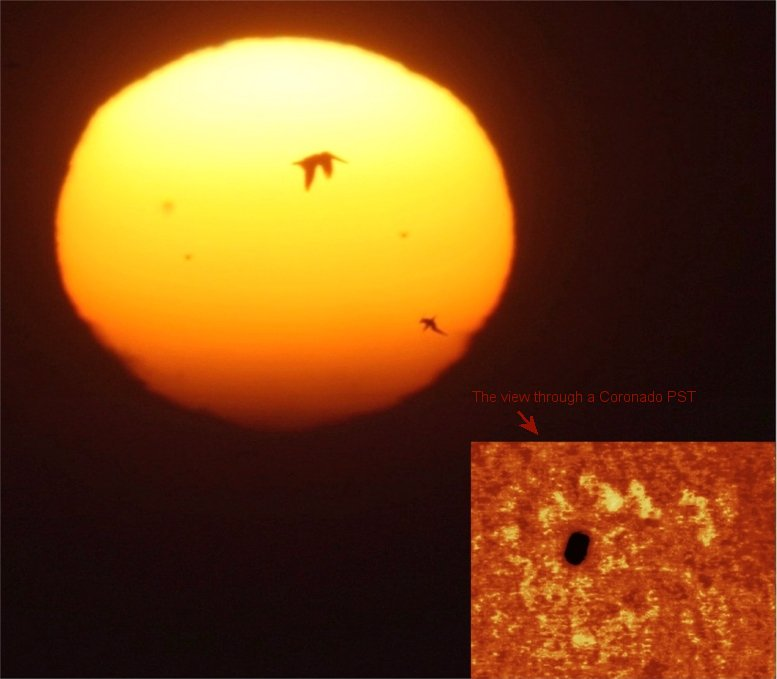
Mancha solar 923 no pôr do sol e em um telescópio solar.
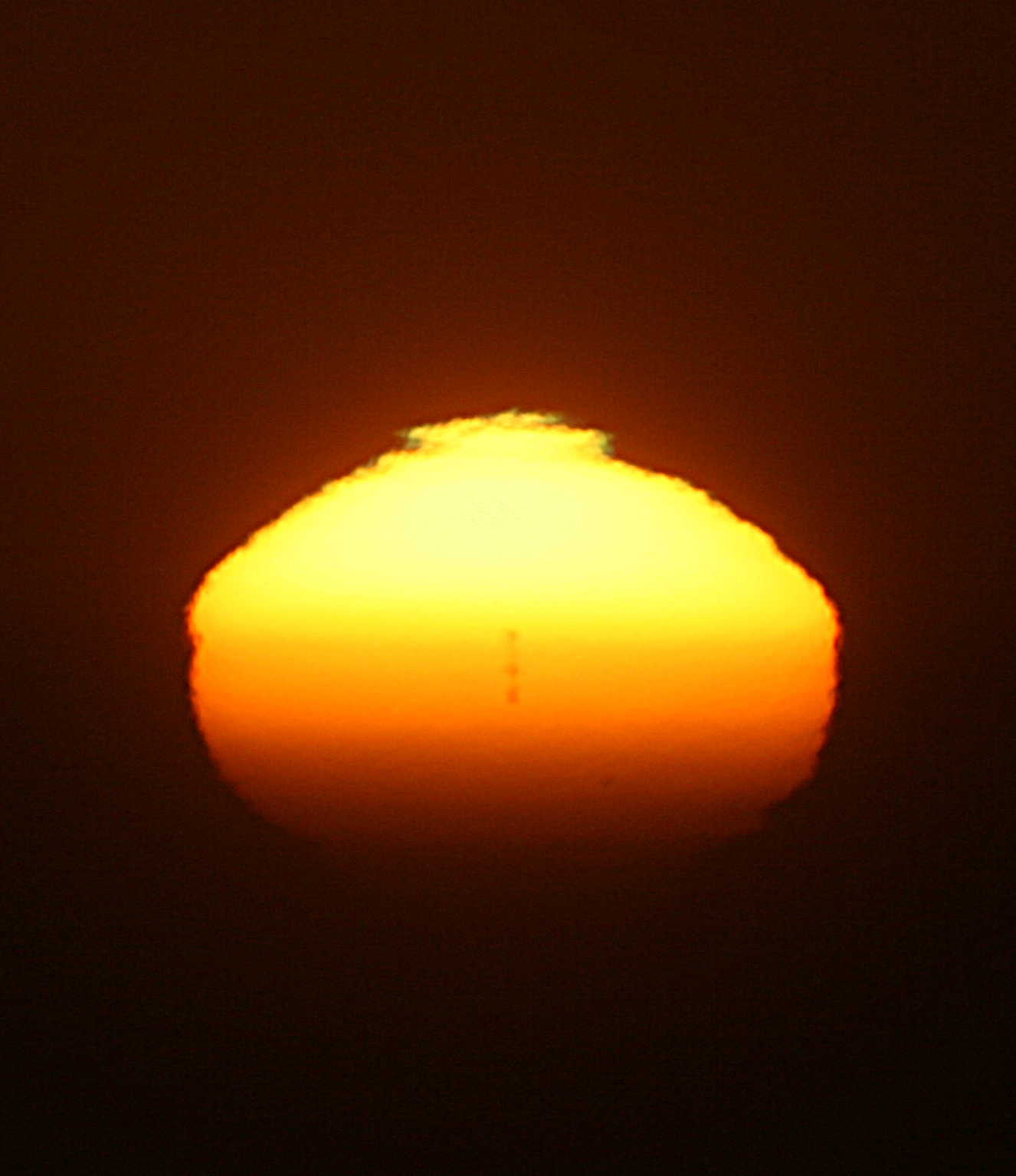
Pôr do sol (Miragem superior) da mancha solar 930.
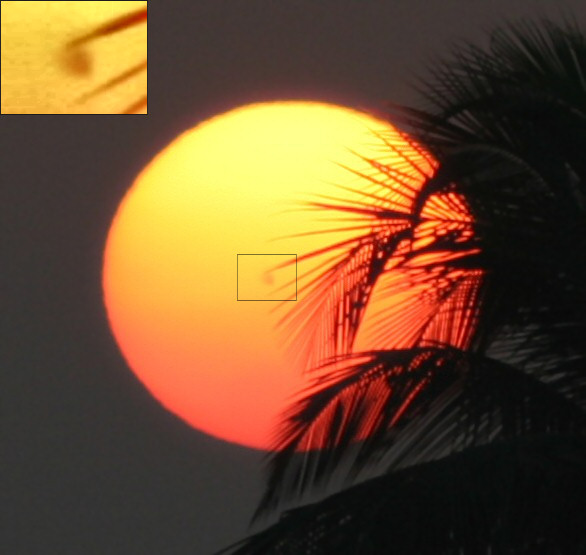
Pôr do sol em Bangladesh, janeiro de 2004.
Rastreando manchas solares em Marte (animação, 08/07/2015).